# Xã Belgium, Quận Polk, Minnesota
Xã Belgium (tiếng Anh: Belgium Township) là một xã thuộc quận Polk, tiểu bang Minnesota, Hoa Kỳ. Năm 2010, dân số của xã này là 81 người.